# ルイ＝ガブリエル・スーシェ
ルイ＝ガブリエル・スーシェ（Louis-Gabriel Suchet, 1770年3月2日 - 1826年1月3日）は、ナポレオン戦争期に活躍したフランスの軍人・元帥。アルブフェーラ公爵。姓のフランス語は実際には「シュシェ」と表記する方が近い。

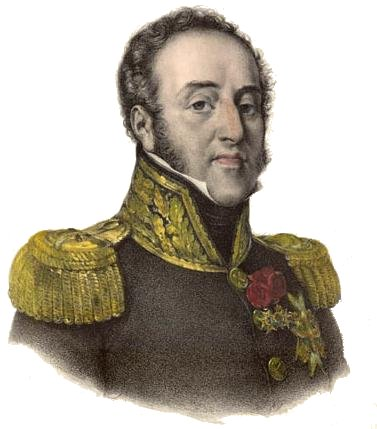
ルイ＝ガブリエル・スーシェ

## 生涯

### 生い立ち
リヨンの富裕な絹織物製造業者の家に生まれたルイ＝ガブリエル・スーシェは、同僚の元帥たちの多くが貧しく苦しい幼少時代を過ごしたのとは対照的に、何不自由のない少年時代を過ごした。リヨンにある学校で学んだ後17歳で父の仕事の手伝いをはじめ、いずれは父の後を継ぐはずだったが、その2年後に革命が勃発するとその思想に賛同、家業を捨てて家を飛び出し国民衛兵隊に身を投じる。

### 革命軍の士官として
その人柄を買われてすぐに中佐に昇進（このころ、士官選出は兵士達の選挙によっていた）、1793年には故郷であるリヨンの反乱鎮圧戦に参加。ここから転戦したトゥーロン攻囲戦では歩兵大隊を率いて活躍し敵将を捕らえる殊勲を挙げた。このトゥーロンの戦いはナポレオンが一躍名を上げた戦いだったが、この時はスーシェも当時砲兵少佐だったナポレオンも互いの真価に気づいていなかった。その後も革命政府の模範的士官として勤務し、時として反革命分子を断罪することもあった。1795年にはイタリア方面軍に配属されてマッセナの指揮下に入り、オーストリア軍をしばしば破って勇名を馳せた。ナポレオンがイタリア方面軍司令官に就任した当初はあまり好意的では無かったが、戦場以外では怠惰で横暴なマッセナとの感情的な対立からナポレオンへの接近も図るようになる。

### フランス屈指の師団長
既にフランスでも指折りの優秀な師団長として十分な名声を得ており、人並みに野心も出世欲もあったスーシェだったが、共和派としての経歴が災いしたのかマッセナとの対立が悪かったのか、第一帝政期のころから出世が遅れ始める。しかし与えられた任務は着実にこなし、まずスールト元帥、継いでランヌ元帥の麾下で師団長として従軍した。特にランヌには信頼され、アウステルリッツの戦いや続くドイツ戦役でもランヌの第5軍団の主力として活躍、その副将格として名を馳せた。1808年より軍団ごとスペイン戦線に転戦するが、ジュノー将軍の麾下として第3軍団に転出することになる。

### スペイン戦線
スーシェ自身は新しく上官となったジュノーをあまり評価しておらず、ランヌの元を離れた当初は失意の時を過ごした。しかし元帥として現地軍を指揮したランヌもジュノーよりスーシェを買っており、翌年サラゴサの陥落と共にスペインを離れる際にジュノーとスーシェを交代させるよう皇帝ナポレオンに進言する。これが容れられ、スーシェはようやく念願の軍団長になることができた。スーシェは疲弊していた軍団を短期間のうちに立て直すと、自らの守備範囲であるアラゴン地方の安定に尽力、略奪を厳禁し破壊されたサラゴサを再建し、地元に最大限配慮する柔軟性を発揮してこれを成功させる。
アラゴンの平穏ぶりはスペイン戦線でも例外的なもので、これはスーシェが行政官としても極めて優秀であることを示すものだった。敵からも敬意を払われ、敵将の中にはスーシェの新妻（20歳年下の女性と結婚したばかりで、彼女をスペインに連れてきていた）の宿舎は砲撃対象から外すように指示していた者もいたという。ゲリラ掃討にも辣腕を発揮し、軍事的な成功のみならずスペイン人と共同で掃討を行うなど地元の心を掴んだ希有の指揮官でもあった。この功績で元帥に昇進したスーシェは、ロシア遠征失敗後のスペイン戦線崩壊をも耐え抜き、皇帝の退位まで持ちこたえてみせた。同年ナポレオンによってアルブフェーラ公爵位が新設され、それに叙されている。

### 百日天下とその後
一旦新王ルイ18世に忠誠を誓ったスーシェだったが、ナポレオンがエルバ島を脱出するとネイに誘われてその麾下に戻る。ナポレオンは彼をアルプス方面軍総司令官に任命しイタリア方面とフランス本国の守備を委ねた。しかしいくら重大な任務だったとはいえ、この人事には批判が多い。参謀総長としてスールトが選ばれたが、ほとんど参謀総長の経験がなかったスールトよりはスーシェのほうがよほど適任であり、前線指揮官として戦わせるにしても、主戦場である西部戦線でこそその力量を振るわせるべきだったとされる。事実ナポレオン自身も、後に「グルーシィではなくスーシェを用いていれば、ワーテルローでは勝っていただろう」と回想している。スーシェはアルプス方面で攻勢を掛けたがその途中でワーテルローの敗報が入り、降伏する。王政復古後はネイの逃亡に力を貸そうとし、一時追放されたが程なく名誉回復がなされ、その後は公職につくことなく平穏に生涯を終えた。その死を知ったサラゴサ市民は追悼のミサを行ったという。

## 人物像
セントヘレナに流刑にされたナポレオンは、自らの麾下で最も優れた指揮官はという問いに「難しい質問だが、私の見たところそれはスーシェであろう」と答えている。また、「スーシェが二人いれば、ナポレオンはスペインを平定し保持できただろう」との評もある。世渡りが下手だったこともあって昇進は遅かったが、戦術指揮官としても優秀で、民政家としては同僚に比肩しうる者がいない程の手腕を持っていた。人によっては、ナポレオンの元帥中最優秀と評価することもある。人柄も穏やかで兵士からも慕われた（士官には厳しかったという）。